# خاردارکوسه‌سانان
خاردارکوسه‌سانان (Squaliformes) راسته‌ای از کوسهها هستند از ردهٔ ماهیان غضروفی از زیرردهٔ نرم‌آبشش‌داران است.
نمونه‌هایی از این راسته عبارت‌اند از کوسه‌های خاردار، سگ ماهیها و کوسه‌های خشن.

## طبقه‌بندی
تیره میان‌ربایندگان Bleeker, 1859 (gulper sharks)
- سرده Centrophorus
- سرده Deania

تیره کوسه‌های بادبادک‌باله (جان ادوارد گری, 1851) (kitefin sharks)
- سرده کوسه دم‌افروز
- سرده کوسه کوتوله درازبینی
- سرده کوسه جیبی
- سرده کوسه بادبادک‌باله
- سرده Isistius
- سرده کوسه کوتوله
- سرده Squaliolus

تیره خاربینی‌ها تئودور گیل, 1862 (bramble sharks)
- سرده خاربینی‌ها

تیره چراغ‌کوسه‌ها هنری ود فاولر, 1934 (lantern sharks)
- سرده سگ‌ماهی قلاب‌دندان
- سرده Centroscyllium
- سرده چراغ‌کوسه
- سرده سگ‌ماهی افعی

تیره کوسه خشن تئودور گیل, 1872 (rough sharks)
- سرده کوسه خشن

تیره کوسه‌های خواب‌آلود D. S. Jordan, 1888 (sleeper sharks)
- سرده Centroscymnus
- سرده سگ‌ماهی مخملی درازبینی
- سرده Scymnodalatias
- سرده توله‌دندان‌ها
- سرده Somniosus
- سرده سگ‌ماهی مخملی

تیره کوسه‌های خاردار آنری ماری دوکروته دو بلنویل, 1816 (dogfish sharks)
- سرده Cirrhigaleus
- سرده  Squalus